# Distretto di Aïn Nouïssy
Il distretto di Aïn Nouïssy è un distretto della Provincia di Mostaganem, in Algeria.

## Comuni
Il distretto di Ain Nouissi comprende 3 comuni:
- Aïn Nouïssy
- El Hassaine
- Fornaka